# Пєсков Юрій Олександрович
Юрій Олександрович Пєсков (30 листопада 1936, місто Ростов-на-Дону, тепер Російська Федерація — 31 грудня 2020, Ростовська область, Російська Федерація) — радянський державний діяч, генеральний директор виробничого об'єднання «Ростсільмаш» Ростовської області. Член ЦК КПРС у 1990—1991 роках. Депутат Верховної Ради РРФСР 10—11-го скликань. Доктор технічних наук, професор (1991). Дійсний член Російської інженерної академії (1991), член Міжнародної інженерної академії (1992). Герой Соціалістичної Праці (10.08.1986). 

## Життєпис
Народився в родині робітника. У 1951 році закінчив семирічну школу (нині ліцей № 11) в Ростові-на-Дону. У 1951—1954 роках — учень Ростовської спецшколи Військово-повітряних сил (ВПС) № 10. З 1954 по 1955 рік навчався у військово-авіаційній школі льотчиків в місті Уральську. Після отримання важкої травми при виконанні стрибка з парашутом звільнений із збройних сил. 
У 1955—1962 роках — учень токаря, токар, монтажник, майстер, механік складального цеху радіаторного заводу імені Ченцова в місті Ростові-на-Дону.
Член КПРС з 1961 року.
У 1962 році закінчив вечірнє відділення Ростовський інститут сільськогосподарського машинобудування.
У 1962—1966 роках — заступник головного механіка, в 1966—1970 роках — заступник начальника виробничого відділу із складальних цехів, перший заступник начальника і начальник виробництва, в 1970—1973 роках — заступник генерального директора заводу «Ростсільмаш» із виробництва.
У лютому 1973 — жовтні 1978 року — головний інженер заводу (виробничого об'єднання) «Ростсільмаш» міста Ростова-на-Дону.
У жовтні 1978 — квітні 1996 року — генеральний директор виробничого об'єднання із зернозбиральних комбайнів «Ростсільмаш» міста Ростова-на-Дону.
Одночасно в 1983—1984 роках — заступник міністра тракторного та сільськогосподарського машинобудування СРСР.
З квітня 1996 року — на пенсії. Був почесним президентом ВАТ «Ростсільмаш» та радником генерального директора. Проживав у селі Новомаргаритове Азовського району Ростовської області.
У липні 2020 року на будинок Юрія Пєскова було скоєно напад, внаслідок чого загинула його сестра, а сам він отримав численні ножові поранення.
Помер 31 грудня 2020 року. Був похований на Алеї слави Північного цвинтаря міста Ростова-на-Дону.

## Нагороди і відзнаки
- Герой Соціалістичної Праці (10.08.1986)
- два ордени Леніна (11.02.1981, 10.08.1986)
- орден Жовтневої Революції (16.03.1976)
- орден «Знак Пошани» (5.04.1971)
- орден «За заслуги перед Вітчизною» ІІІ ст. (Російська Федерація) (11.11.1994)
- орден «За заслуги перед Вітчизною» IV ст. (Російська Федерація) (17.08.2017)
- орден Дружби (Російська Федерація) (25.09.1999)
- орден Отамана Платова (Російська Федерація) (2017)
- медалі
- Лауреат Державної премії Російської Федерації у галузі науки і техніки (1995) — за створення конструкції, організацію випуску та впровадження у сільськогосподарське виробництво самохідних зернозбиральних комбайнів «Дон-1500»
- Лауреат премії Петра Столипіна в номінації «За багаторічну працю з розвитку вітчизняного сільгоспмашинобудування»
- Почесний громадянин Ростовської області (27.10.2011)
- Почесний громадянин міста Ростова-на-Дону (1996)
- Почесний громадянин міста Біла Калитва Ростовської області (2016)
- «Почесний ростсільмашівець» (1996)
- Подяка президента Російської Федерації (3.12.1996)
- Подяка глави адміністрації (губернатора) Ростовської області (2007)